# Proclamatie van Timișoara
De Proclamatie van Timișoara is een document dat door deelnemers van de Roemeense Revolutie, uit Timișoara, werd geschreven, waarin zij hun politieke meningen en eisen uitdrukten. Dit was het antwoord op de eerste Mineriad. Het 8ste punt van de proclamatie was een van de belangrijkste verzoeken van het Golaniad, dat hevig werd onderdrukt door het derde Mineriad.